# کرایسلر ناساو
کرایسلر ناساو (Chrysler Nassau) نام یک اتومبیل مفهومی ساخت شرکت کرایسلر است.
این خودرو در کلاس خودرو سایز بزرگ قرار گرفته و طراحی آن خودروهای موتور جلو-محور عقب بوده است. سیستم جعبه‌دندهٔ آن ۵ دنده به صورت خودکار است.